# 霍華德 (姓氏)
霍華德（Howard），粵語地區譯為侯活，是英語常見的姓氏，其起源不明，一种理论认为其来源于1066年诺曼征服之后的諾曼語人名Huard或Heward，另一种说法认为其起源可能是7世纪之前日耳曼人人名Hughard（前缀Hug，意思是心或精神，后缀hard，意思是勇敢）。而还有理论认为其起源于維京時期人名Haward（前缀Ha，意思是高，后缀varthr，意思是守护者）。该姓最早的记录见于1221年劍橋郡。该姓有一些拼写变体。

## 人物列表
- 埃比尼泽·霍华德（1850年－1928年），英国城市规划学家
- 約翰·霍華德（1939年－），澳大利亚前總理
- 麥可·霍華德（英國官方譯名夏偉明，1941年－），英國保守黨前主席
- 蒂姆·霍华德（1979年－），美国国家足球队守门员
- 萊恩·霍華德（1979年－），MLB費城費城人隊球員
- NBA球星朱万·霍华德、约什·霍华德、德怀特·霍华德等
- 英国貴族霍華德家族